# Belletje trekken
Belletje trekken, belletje lellen of belletje leuren (Vlaanderen: belleketrek) is een baldadige practical joke die eruit bestaat bij iemand aan te bellen, zonder de intentie te hebben die persoon te bezoeken of te spreken.
Het spel wordt gespeeld door kinderen sinds de negentiende eeuw.
Belletje trekken wordt vooral door kinderen en jeugdigen op veel plaatsen in de wereld uitgevoerd. Meestal rent de dader weg, teneinde niet door de bewoner(s) ontdekt te worden. Soms wordt geprobeerd met een voorwerp de deurbel vast te zetten, zodat hij blijft bellen. 
Een brutalere variant is, om na het bellen te blijven wachten tot de deur geopend wordt, en dan pas weg te rennen, het liefst met de opmerking: "Sorry, ik ben vergeten weg te rennen".